# Arxiomyces campanulatus
Arxiomyces campanulatus är en svampart som beskrevs av Y. Horie, Udagawa & P.F. Cannon 1986. Arxiomyces campanulatus ingår i släktet Arxiomyces och familjen Ceratostomataceae.   Inga underarter finns listade i Catalogue of Life.